# Condado de Codington
O Condado de Codington é um dos 66 condados do Estado americano da Dakota do Sul. A sede do condado é Watertown, e sua maior cidade é Watertown. O condado possui uma área de 1 857 km² (dos quais 76 km² estão cobertos por água), uma população de 25 897 habitantes, e uma densidade populacional de 15 hab/km² (segundo o censo nacional de 2000).